# Керестеш, Лайош
Лайош Керестеш (венг. Lajos Keresztes, 30 апреля 1900, Окна-де-Жос — 9 августа 1978, Будапешт) — венгерский борец. Олимпийский чемпион по греко-римской борьбе.
Лайош Керестеш завоевал серебряную медаль в греко-римской борьбе на Олимпийских играх в Париже. В 1928 году завоевал золотую медаль в греко-римской борьбе на Олимпийских играх в Амстердаме. После окончания борцовской карьеры стал тренером.  Тренировал двукратного олимпийского чемпиона Иштвана Козма, чемпиона мира Дьёрдя Гурича.